# Kikuzo Kisaka
Kikuzo Kisaka (木坂規矩三?, Kisaka Kizuko; fl. XX secolo) è stato un calciatore giapponese, di ruolo attaccante.

## Carriera

### Nazionale
Kisaka ha disputato due partite con la nazionale di calcio del Giappone durante i Giochi dell'Estremo Oriente 1923, disputatisi ad Osaka. La prima la disputò contro la nazionale di calcio delle Filippine il 23 maggio 1923, terminata con la sconfitta nipponica per 2-1; due giorni dopo giocò nella partita persa per 5-1 contro la rappresentativa della Cina Nazionalista sancendo il piazzamento all'ultimo posto dei Samurai blu nella competizione.

## Statistiche

### Cronologia presenze e reti in Nazionale
| Cronologia completa delle presenze e delle reti in nazionale ― Giappone | Cronologia completa delle presenze e delle reti in nazionale ― Giappone | Cronologia completa delle presenze e delle reti in nazionale ― Giappone | Cronologia completa delle presenze e delle reti in nazionale ― Giappone | Cronologia completa delle presenze e delle reti in nazionale ― Giappone | Cronologia completa delle presenze e delle reti in nazionale ― Giappone | Cronologia completa delle presenze e delle reti in nazionale ― Giappone | Cronologia completa delle presenze e delle reti in nazionale ― Giappone |
| Data                                                                    | Città                                                                   | In casa                                                                 | Risultato                                                               | Ospiti                                                                  | Competizione                                                            | Reti                                                                    | Note                                                                    |
| ----------------------------------------------------------------------- | ----------------------------------------------------------------------- | ----------------------------------------------------------------------- | ----------------------------------------------------------------------- | ----------------------------------------------------------------------- | ----------------------------------------------------------------------- | ----------------------------------------------------------------------- | ----------------------------------------------------------------------- |
| 23/05/1923                                                              | Osaka                                                                   | Giappone                                                                | 1 – 2                                                                   | Filippine                                                               | VI Giochi dell'Estremo Oriente                                          | -                                                                       |                                                                         |
| 25/05/1923                                                              | Osaka                                                                   | Giappone                                                                | 1 – 5                                                                   | Repubblica di Cina                                                      | VI Giochi dell'Estremo Oriente                                          | -                                                                       |                                                                         |
| Totale                                                                  |                                                                         | Presenze                                                                | 2                                                                       |                                                                         | Reti                                                                    | 0                                                                       |                                                                         |